# José Aparecido dos Santos
José Aparecido dos Santos, né le 15 novembre 1946, à São Paulo, au Brésil, est un ancien joueur brésilien de basket-ball. Il évolue durant sa carrière au poste de pivot.

## Palmarès
- Finaliste du championnat du monde 1970
- Vainqueur des Jeux panaméricains de 1971